# Palacio de Guiry
El palacio de Guiry es in château situado en el municipio de Guiry-en-Vexin, en Val-d'Oise.

## Historia
Fue construido a partir de 1665 para el marqués André de Guiry según los planos de François Mansart, recuperando los cimientos de un primer edificio del siglo XVI que había sido destruido por un incendio. El arquitecto y el patrocinador murieron en 1666, pero las obras fueron completadas por su sobrino Jules Hardouin-Mansart. Caso raro en la historia, la finca ha permanecido en la misma familia durante trece siglos, es decir, desde los primeros vestigios escritos que la mencionan.
Después de ser catalogado como monumento histórico por orden del  con su parque, el palacio, la avenida, el patio principal, las dependencias, la huerta y diversos elementos del parque se clasifican por orden del 14 de marzo de 1944; luego dos parcelas constituyentes de la avenida del château se clasifican por orden de la . En consecuencia, el parque simplemente queda registrado, y el palacio con todo el resto del dominio es clasificado.

## Descripción
De estilo clásico, tiene un piso y un ático. Muy sobrio, se distingue por la armonía de las proporciones y relaciones de masa, y el rigor geométrico de su planta. La planta baja descansa sobre un basamento alto, con óculos para iluminar la bodega. La fachada del patio principal se organiza en siete tramos, el primero y el último de los cuales corresponden a vanguardias ligeramente salientes, y los tres del centro están rematados por un frontón en forma de arco. El bajorrelieve que lo adorna no fue tallado hasta el XIX XIX . siglo y representa las armas del Rosset de Létourville. Las dos estatuas sobre los sobrerepisos entre las tres ventanas simbolizan dos de las cuatro Virtudes cardinales, la Justicia y la Fuerza. La fachada del jardín es casi idéntica, excepto que no tiene frontón. Todas las ventanas son rectangulares. La puerta del centro de la planta baja está flanqueada por dos pilastras simplificadas y rematada por un entablamento tosco. Los lucernarios están provistos de pequeños frontones triangulares rematados en bola, y los travesaños están señalizados con goterones. Las chimeneas están tratadas con sumo cuidado, y cada lado termina en un pequeño frontón en arco de círculo.

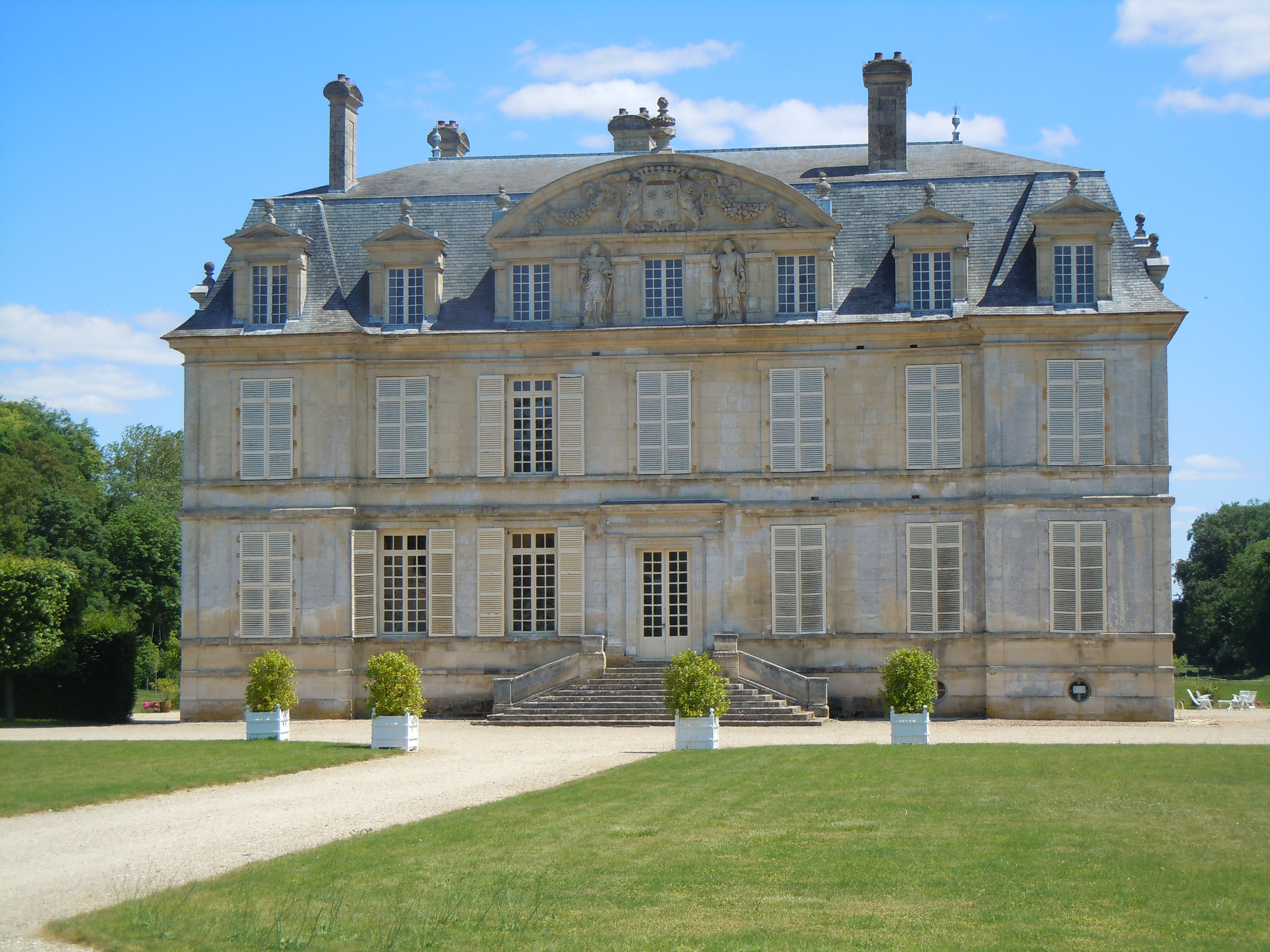
Fachada del palacio
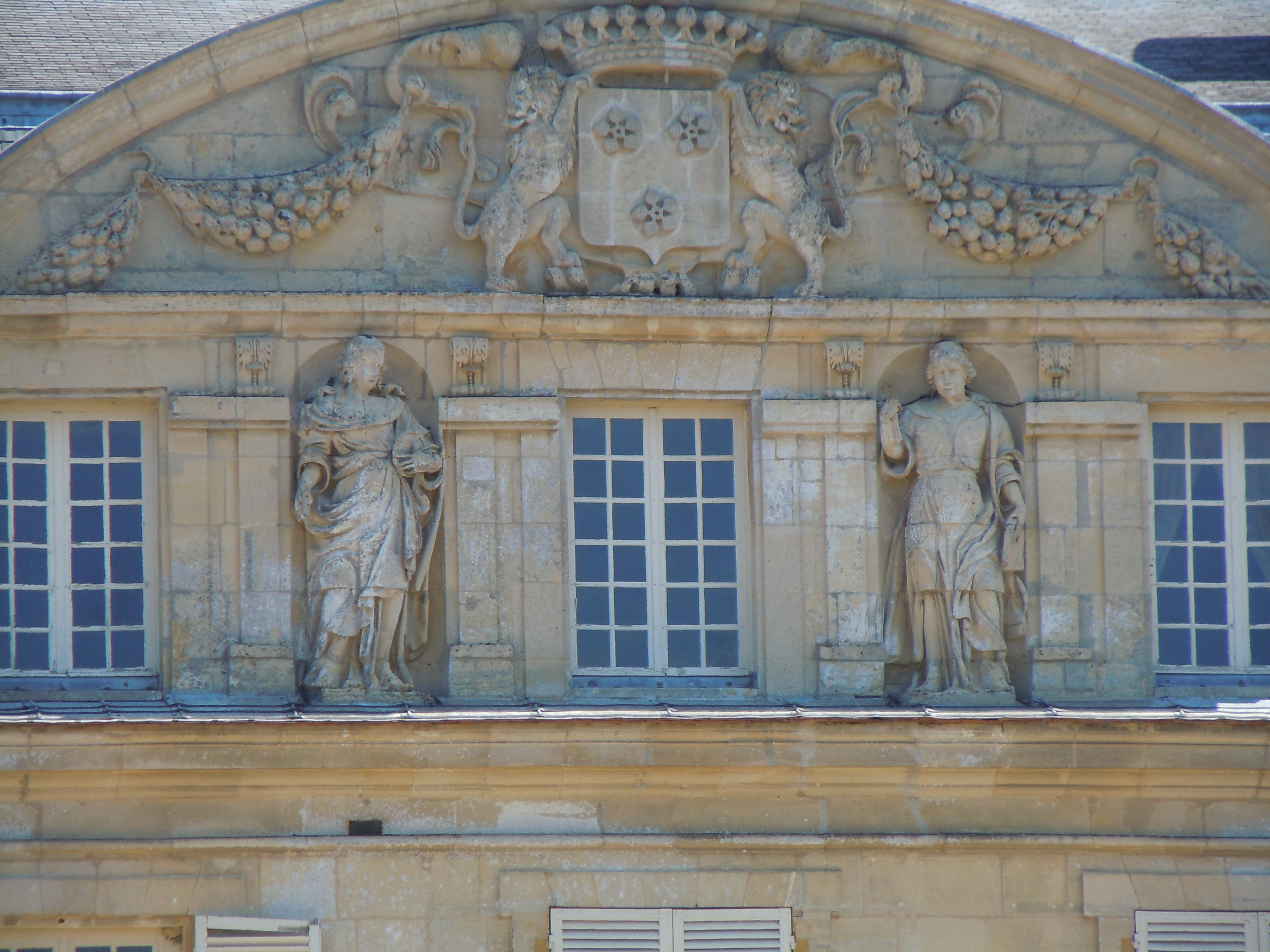
Vista del frontón con las estatuas de la Justicia y la Fuerza y el escudo de armas de Guiry.